# بن‌بست (فیلم ۱۹۳۷)
بن‌بست (به انگلیسی: Dead End) فیلمی ۹۳ دقیقه‌ای به کارگردانی ویلیام وایلر با بازی سیلویا سیدنی محصول کشور ایالات متحده آمریکا است.